# ジェレミー・ザッカー
ジェレミー・ザッカー (英語: Jeremy Zucker、1996年3月3日 - ）は、アメリカ人の歌手、ソングライター。 

## 略歴
ニュージャージー州のバーゲン郡で生まれ、両親と2人の兄と一緒に音楽家一家で育った。高校卒業後、コロラドカレッジに進学し、2018年に分子生物学の学位を取得して卒業。 自身の音楽をプロデュースする前の最初の仕事はスノーボードのインストラクターだった。

## ディスコグラフィ

### スタジオ・アルバム
- 『ラヴ・イズ・ノット・ダイイング』 - Love Is Not Dying (2020年、Republic)
- Crusher (2021年、Republic)

### コラボレーション・アルバム
- Brent III (2024年、CC Ventures/ Anything Anywhere/ Mercury) ※with Chelsea Cutler

### ライブ・アルバム
- Brent (Live in New York) (2019年、CC Ventures/ Republic) ※with Chelsea Cutler
- Brent: Live from the Internet (2021年、CC Ventures/ Republic) ※with Chelsea Cutler

### EP
- Beach Island (2015年)
- Breathe (2015年)
- Motions (2017年)
- Idle (2017年)
- Stripped. (2018年)
- Glisten (2018年)
- Summer, (2018年)
- Brent (2019年)[3]
- Brent II (2021年)[4]
- Is Nothing Sacred? (2023年)

### シングル
- "Melody" (2015年)
- "Flying Kites" (2015年)
- "'Bout It" (2015年) ※featuring Daniel James and Benjamin O
- "Dramamine" (2015年)
- "Peace Signs" (2016年)
- "Weakness" (2016年)
- "Paradise" (2016年) ※featuring Cisco the Nomad
- "When You Wake Up..." (2016年)
- "Upside Down" (2016年) ※featuring Daniel James
- "IDK Love" (2017年)
- "Talk Is Overrated" (2017年) ※featuring ブラックベア
- "All the Kids Are Depressed" (2018年)[5]
- "Comethru" (2018年) ※solo or featuring ビー・ミラー[6]
- "You Were Good to Me" (2019年) ※with Chelsea Cutler
- "Better Off" (2019年) ※with Chelsea Cutler
- "Oh, Mexico" (2019年)
- "Always, I'll Care" (2020年)[7]
- "Not Ur Friend" (2020年)
- "Julia" (2020年)
- "Supercuts" (2020年)
- "This Is How You Fall in Love" (2021年) ※with Chelsea Cutler
- "Emily" (2021年) ※with Chelsea Cutler
- "18" (2021年)
- "Honest" (2021年)
- "Cry with You" (2021年)
- "Therapist" (2021年)
- "I'm So Happy" (2022年) ※featuring Benee
- "Internet Crush" (2023年)
- "OK" (2023年)
- "This Time" (2023年)
- "Cozy" (2024年) ※with ラウヴ & アレクサンダー23